# Заглавие
Заголовок или Заглавие — название какого-либо произведения (обычно литературного) или его части (к примеру, главы), служащее его идентификации и определяющее его тему, идею, предмет или центральный образ. Заглавие может также относиться к нескольким связанным между собой произведениям, например книжной серии. Как категория поэтики, заглавие представляет собой некий заданный автором ключ к пониманию произведения, его интерпретации.

## История и классификация
До изобретения книгопечатания значимость названия для композиции произведения было не велико, оно носило чисто функциональный характер. Следует отметить целый ряд сакральных текстов, содержащих в заглавии слово «Книга». Это и Книга Бытия, Книга Исхода, Книга Чисел и другие, входящие в состав Ветхого Завета, и китайские И цзин (книга перемен) или Дао дэ цзин (книга пути и достоинства), и, к примеру, тибетская книга мёртвых Бардо-Тодол.
Заглавия ранних печатных изданий отличались многословием, выполняя, по сути, роль рекламирующей книгу аннотации. Такие заглавия, как правило, описательны. Примером такого заголовка-аннотации может служить «Жизнь и удивительные приключения Робинзона Крузо, моряка из Йорка, прожившего двадцать восемь лет в полном одиночестве на необитаемом острове у берегов Америки, близ устьев реки Ориноко, куда он был выброшен кораблекрушением, во время которого весь экипаж корабля, кроме него, погиб, с изложением его неожиданного освобождения пиратами, написанные им самим».
Помимо заголовков, построенных по описательной модели и раскрывающих общие контуры сюжета, впрочем, уже не столь подробно (к примеру, «Повесть о том, как поссорились Иван Иванович с Иваном Никифоровичем» и «Путешествие из Петербурга в Москву») для литературной классики характерны следующие модели:
- формульная — название книги представляет собой формулу — образ, отражающий её основную проблематику либо некий важный символ («Горе от ума», «Мёртвые души», «Война и мир», «Человек в футляре», «Гранатовый браслет»);
- афористическая — название-афоризм, -пословица, -сентенция («Много шума из ничего», «На всякого мудреца довольно простоты»);
- концептуальная — название-ассоциация или -аллюзия, которая становится понятной только при чтении и выражает внутреннее содержание текста («Обрыв», «Луна и грош»);
- отымённая — название-антропоним (имя персонажа) или -топоним (место действия) («Дубровский», «Ионыч», «Невский проспект», «Чевенгур», «Москва — Петушки»).

Жерар Женетт, подробно проанализировавший историю и типологию заглавий как разновидности паратекста, в качестве основы для их классификации предлагает разделение на тематические и рематические: все вышеуказанные разновидности названий относятся к тематическим и так или иначе характеризуют то, о чём идёт речь в произведении, тогда как рематические названия (прежде всего, привязанные к жанровым определениям) указывают на то, чем является произведение. Парадоксальной разновидностью рематического названия является название романа Фредерика Бегбедера «99 франков», представляющее собой цену, за которую эта книга должна была продаваться; вышедшие переводы назывались, соответственно, «39,90» (в немецких марках), «13,99 евро» (в Испании) и т. д., в русском переводе эта особенность названия не отражена.

## Изучение
Первым серьёзным исследователем поэтики заглавия художественного произведения стал Сигизмунд Кржижановский. Тему, начатую им в 1925 году в одноимённой статье для Словаря литературных терминов, он продолжил в книге «Поэтика заглавий», изданной в 1931 году в Москве. Кржижановский развил данную тему в таких своих трудах, как «Искусство эпиграфа: Пушкин» (1936), «Воображаемый Шекспир» (1937), «Пьеса и её заглавие» (1939).
В западной традиции всестороннему изучению подверг названия Жерар Женетт в книге «Пороги» (фр. Seuils; 1987); заслугой Женетта является включение названия в широкий контекст различных пограничных элементов текста, по-разному задающих рамку его восприятия и интерпретации. В российском литературоведении аналогичную, но не столь масштабную попытку контекстуализации названия предпринял Ю. Б. Орлицкий, предложивший для авторских элементов перитекста термин «заголовочно-финальный комплекс» (включающий, помимо названия, посвящение, эпиграф, дату и т. д.).
В апреле 2005 года Российский государственный гуманитарный университет и журнал «Вестник гуманитарной науки» провели научную конференцию «Феномен заглавия. Заголовочно-финальный комплекс как часть текста».
Интересным экспериментом, обыгрывающим роль названия в литературном произведении вообще, и в современной российской массовой литературе в частности, стал «Идеальный роман» Макса Фрая — произведение, представляющее собой подборку заглавий и последних произведений целого ряда не существующих в реальности книг.

## Точка в заглавии
В современном русском языке (как в печати, так и при письме от руки) в конце заголовка, вынесенного в отдельную строку, употребление точки не принято.